# ایو (ویرایشگر نوشتار)
ایو (EVE) (که به عنوان ویرایشگر VAX توسعه‌پذیر رونمایی شد،    و سپس  به عنوان ویرایشگر چندمنظوره توسعه‌پذیر  ) یک ویرایشگر نوشتار انعطاف‌پذیر است که بخشی از سیستم عامل VMS می‌باشد.  EVE با استفاده از ابزار پردازش متن (TPU) پیاده‌سازی شده است. 
ویرایشگر ایمکس دارای یک شبیه‌ساز EVE (به عنوان افزونه) است. 

## کنترل ویرایشگر
ایو از طریق زیر فراخوانی می‌شود:
```
$ EDIT/TPU 
filename
```

از آنجایی که ویرایشگر ایو برای استفاده از ترمینال VT100 یا VT220 طراحی شده است،  بسیاری از قراردادهای صفحه کلید معرفی شده برای رایانه‌های شخصی در آن کار نمی‌کنند.

## ویژگی‌ها
ثبت خودکار یادداشت‌ها بازیابی «تمام یا بیشتر» ویرایش‌های انجام‌شده را تسهیل می‌کند.  : p. 1-9 
دستور TWO WINDOWS امکان ویرایش بیش از یک پرونده را به طور همزمان فراهم می‌کند  : p. 4-4 ( صفحه نمایش تقسیم شده ).  : p. 4-6 

## پیوندهای بیرونی
- راهنمای مرجع ویرایشگر چندمنظوره توسعه‌پذیر ، مستندات سیستم‌های HP OpenVMS